# 日野ろい
日野 ろい（ひの ろい、1986年8月2日 - ）は、日本の女性声優、シンガーソングライター、作詞家・作曲家（hinoroi名義）。東京都目黒区出身。

## 概要
性格
穏やかでしとやかなアジアンビューティ漂う容姿だが、実の彼女はサバサバした行動派である。また、声優や作曲、看護師などジャンルの異なる作業を同時に進行することやマイペースなことからAB型に間違われることが多いが、本人はたびたびAO型だと訂正している。また、ustreamの生中継やアコギを始めて一カ月でLIVEにて弾き語りを初披露するなど、度胸が座ってると周囲に驚かれているが、本人に自覚はないと慌てている様子がしばしば見られる。
趣味
趣味はごはんをたべること。旅行のブログ記事にて食事についてアップされると、コメントに「こうでなきゃ日野ろいじゃない」と書かれることがしばしば。ハーブティー、カフェラテ、中国茶を好み、ハーブや植物の記事が多くみられる。
その他
中学はバレーボール部、高校は管弦楽部。看護師免許と実用英語技能検定準2級、MFAプロバイダー、ハーブコーディネーターを所持している。

### 声優
デビュー前
声優を志し、看護学校と声優学校に在学中「アニメイト」CMナレーションや『ゾウがお家にやってきた』の同級生役で吹き替えをする。母が倒れたことをきっかけに看護学勉強に勤しむため活動休止。2010年よりライブ活動、音声ブログを始め、軽快な口調で現役看護師であるさっぱりとした等身大のキャラクターが好評を得る。同年、USTREAMにて月2回の生中継番組「ぼく日野ろいのなんなのさ」をレギュラー配信開始。
デビュー後
2011年、劇場版『名探偵コナン 沈黙の15分』、劇場版の後日談OVA『名探偵コナン MAGIC FILE2011 新潟〜東京 おみやげ狂騒曲』の水田加奈役でデビュー。

### 音楽活動
- 2010年うたに励まされる患者の姿を受け、歌手を志す。
- 周囲に作詞作曲を勧められシンガーソングライターとして2010年12月「走り出したヴィーナス」発表。
- 2011年5月より西麻布a-lifeにてliveを定期的に行い、4回のliveで7曲のオリジナルを初披露している。
- 2011年11月「勘違いのア・モーレ」のlive映像PVをYouTubeにアップ[6]。
- 2011年12月「ブライトクリスマスに」のPVをYouTubeにアップ[6]。
- また同曲がFM世田谷の「世田谷的演劇案内」でクリスマス週にON AIRされる[7]。
- 2012年6月より、響Radio stationにて「彼女のカレラ」のテーマソングとして自身作詞、歌唱の「灯す ALL GREEN」が起用される。

作詞
曲先（曲が既にある状態から歌詞を書く）詞先（歌詞を先に書き、その歌詞に曲を付けていく）を問わない。一人称がなぜか「ぼく」になってしまうことからustream番組タイトルが「ぼく、日野ろいのなんなのさ」になったと同番組内で話している。
歌詞の内容は曲先の場合、そこから風景や人物をイメージして決めていく手法。詞先の場合は浮かんだ状態をラフに書き留めて曲の雰囲気を調整してから訂正していく手法。ブログ読者からどうやって詞を思いつくのかという問いに「アリスの冒頭で木の穴ぼこに落ちるように、一気に見渡したものを書き留めるだけ。曲が先にあるときは曲にきいてる・・・自分は決めてないからわからない」と答えている。
楽器演奏・作曲
ギターやピアノを演奏する。2012年、morph-tokyoのliveにて「アコギではじめて１ヶ月でいきなり弾いてみました、でも弾いてもらうほうが好きです」と、the rose をアコギ一本でアレンジし、弾き語りを初披露している。「鍵盤はうた練習のために触り始めた」と話している。
また、アレンジの際にギターや重低音を付け足したがる傾向にあり、liveでも初めての生伴奏時にファゴットとチェロとボーカルだけで出演したことがあり「自分の低音好きを露呈したようなセッション」と話している。

## 出演

### 劇場アニメ
- 名探偵コナン 沈黙の15分（2011年、水田加奈）

### OVA
- 名探偵コナン MAGIC FILE2011 新潟〜東京 おみやげ狂騒曲（2011年、水田加奈）

### ゲーム
- アイドリズム（2014年、赤嶺七海[8]）

### ドラマCD
- The Epic of Zektbach Novel CD Series ～Masinowa～（コクマー、女官、宮仕えの女）

### 吹き替え
- ゾウがお家にやってきた（同級生）

### ドラマCD
- The Epic of Zektbach Novel CD Series ～Masinowa～（コクマー、女官、宮仕えの女）

### ラジオドラマ
- FM世田谷 世田谷的演劇案内 未来レポート（女優・日野ろい）

### ナレーション
CM
- アニメイト

VP
- みずほフィナンシャルグループみずほ信不動産販売株式会社

### 映像
TV
（2012年）
- NHK教育「シャキーン!」人間観察コーナー（婦警）

ustream
（2010-2011年）
- ぼく、日野ろいのなんなのさ（メインMC）

秋葉原UDX
（2012-2013年）
- 時報

PV
- 伊藤やすまさ「SWEET DREAM」
- 日野ろい「勘違いのア・モーレ」
- 日野ろい「ブライトクリスマスに」

YouTube
- for St.Valentine[6]
- 杏仁たん 2014 [6]
- 杏仁たんのテーマ[6]

### 音楽活動
live
- 「Soul Bunker」 at 西麻布a-life 2011年5月
- 「Soul Bunker」 at 西麻布a-life 2011年6月
- 「WHITE VOICE Night」 at 西麻布a-life 2011年6月
- 「Soul Bunker」 at 西麻布a-life 2011年8月
- 「Soul Bunker」 at 西麻布a-life 2011年10月
- 「Soul Bunker」 at 西麻布a-life 2011年11月
- 「酔響夜」at morph-tokyo 2012年10月

オリジナル
- 「オメデトウが恥ずかしいから」
- 「走りだしたヴィーナス」
- 「Night Sun」
- 「Rainy Spectacles」
- 「勘違いのア・モーレ[6]」
- 「ライクsiamese cat」
- 「そうだSUMMER TIME」
- 「ブライトクリスマスに[6]」
- 「灯すALL GREEN[6]」
- 「杏仁たんのテーマ[6]」

カバー
- 【My world】Avril lavigne -Acoustic Cover-[6]
- 【Why】Avril lavigne -Acoustic Cover-[6]
- 【Don't forget me】Katharine McPhee -Cover-[6]
- 【Let It Go】Idina Menzel ver. -Cover-[6]
- 【Let It Go】松たか子 ver. -Cover-[6]

ON AIR
- 「ブライトクリスマスに」FM世田谷の「世田谷的演劇案内」にて[7]
- 「灯すALL GREEN」響Radio stationの「彼女のカレラ」第一期テーマソング。（2012.6～）